# Assembleia Constituinte Russa de 1918
A Assembleia Constituinte Russa (em russo: Всероссийское Учредительное собрание) foi um órgão constitucional eleito na Rússia após a Revolução de Outubro de 1917, para dar ao país uma constituição. É geralmente reconhecido como o primeiro órgão legislativo democraticamente eleito de qualquer tipo na história da Rússia. Reuniu-se no dia 18 de janeiro de 1918 por 13 horas, das quatro da tarde até as cinco da manhã do dia seguinte, antes de ser dissolvida pelo governo provisório da coalizão bolchevique liderado por Lenin.
Alguns meses após sua dissolução, todos os outros partidos foram banidos, marcando assim o início do governo bolchevique.

## Origens
A eleição de uma Assembleia Constituinte para criar uma constituição russa era uma das principais demandas de todos os partidos revolucionários russos antes da Revolução Russa de 1905. Em 1906, o czar decidiu conceder liberdades civis básicas e realizar eleições para um órgão legislativo, a então recém-criada Duma. No entanto, a Duma nunca foi autorizada a escrever uma nova constituição, muito menos a abolir a monarquia.[carece de fontes?]

## Antecedentes

### O Governo Provisório (fevereiro-outubro 1917)
Com a abdicação do czar Nicolau II na revolução de fevereiro de 1917, o poder na Rússia passou a um governo provisório formado pela liderança liberal da Duma. O governo provisório foi assim chamado porque ele era formado por figuras parlamentares eleitas em 1912 para a IV Duma, que alegaram autoridade provisória para gerir a situação revolucionária no meio da Primeira Guerra Mundial até que uma forma mais permanente do governo fosse estabelecida por uma Assembleia Constituinte eleita. O governo provisório afirmou que iria organizar eleições uma vez que a Primeira Guerra Mundial terminasse, mas, apesar de o acordo inicial em julho de 1917, que declarou a Rússia uma república, começaram os preparativos para as eleições do "Pre-parlamento", mais tarde nomeado de Conselho da República Russa.

### Os bolcheviques e a Assembleia Constituinte
A posição dos bolcheviques na Assembleia Constituinte evoluiu durante 1917. Em primeiro lugar, como todos os outros partidos socialistas, os bolcheviques apoiaram a eleição de uma Assembleia Constituinte. No entanto, havia uma contradição potencial na política bolchevique, pois desde o retorno de Lenin da Suíça, em abril de 1917, os bolcheviques tinham se distinguido de outros socialistas, invocando o "todo o poder aos sovietes“. Os bolcheviques, assim, estavam em oposição a órgãos parlamentares "burgueses", como o governo provisório e a Assembleia Constituinte, em favor dos soviéticos (conselhos revolucionários diretamente eleitos dos trabalhadores, soldados e camponeses), que surgiram depois da Revolução de Fevereiro.
Em 25 de outubro de 1917, os bolcheviques adotaram esta política, liderando a Revolução de Outubro contra o Governo Provisório. A insurreição em Petrogrado coincidiu com a convocação do II Congresso dos Sovietes Operários e soldados de toda a Rússia. Os deputados soviéticos dos partidos socialistas mais moderados, o Menchevique e parte do SR saíram do Congresso em protesto contra o que eles declaravam ser a derrubada prematura do governo "burguês" no qual tinham participado.
Ao longo das próximas semanas, os bolcheviques estabeleceram o controle em áreas urbanas de quase toda a Grande Rússia, mas tiveram menos sucesso no campo e em áreas etnicamente não-russas. Embora o novo governo soviético limitasse a liberdade de imprensa (por esporadicamente proibir a imprensa não socialista) e perseguisse o Partido Constitucional Democrata, permitiu eleições para a Assembleia Constituinte em 25 de novembro 1917, como sugerido anteriormente pelo Governo Provisório.
Oficialmente, o governo bolchevique a se considerava um governo provisório e alegou que pretendia submeter-se à vontade da Assembleia Constituinte, como Lenin escreveu em 05 de novembro de 1917:

Por isso os Sovietes, principalmente os uyezd e depois os Gubernia, estão a partir de agora, enquanto se aguarda a convocação da Assembleia Constituinte, investidos de plena autoridade governamental em suas localidades.

## Resultados das Eleições de novembro de 1917
Mais de 60 por cento dos cidadãos com direito a voto votaram na Assembleia Constituinte. A eleição produziu os seguintes resultados:
| Partido                                 | Votos      | Número de deputados |
| Partido Socialista Revolucionário       | 17.490.000 | 370                 |
| Bolcheviques                            | 9.844.000  | 175                 |
| Mencheviques                            | 1.248.000  | 16                  |
| Partido Constitucional Democrata‎        | 2.000.000  | 17                  |
| Minorias                                |            | 77                  |
| Socialistas revolucionários de esquerda | 2.861.000  | 40                  |
| Socialistas do povo                     |            | 4                   |
| Total:                                  | 41.700.000 | 703                 |

No entanto, devido ao tamanho do país, a guerra em curso e um sistema de comunicações em deterioração, estes resultados não se tornaram integralmente disponíveis no momento. A contagem parcial (54 círculos eleitorais de 79) foi publicada pela NV Svyatitsky em A Year of the Russian Revolution. 1917-18, Moscou, Zemlya i Volya Publishers, 1918. Os dados de Svyatitsky foram amplamente aceitos por todos os partidos políticos, incluindo os bolcheviques.
O resultado foi que os bolcheviques receberam entre 22% a 25% dos votos, embora vencedores em centros urbanos da Rússia e entre os soldados na  "Frente Ocidental" (dois terços dos votos desses soldados). Na cidade de Moscou, por exemplo, os bolcheviques obtiveram 47,9% dos votos, os democratas 35,7% e os socialistas revolucionários 8,1 por cento.
Apesar de perder o voto urbano, o partido socialista revolucionário recebeu cerca de 57 a 58% dos votos (62% com seus aliados social-democratas), tendo conquistado o apoio maciço do campesinato rural do país, que constituíam 80% da população russa.